# Tout un hiver sans feu
Pour plus de détails, voir Fiche technique et Distribution.
Tout un hiver sans feu est un film dramatique belgo-helvéto-polonais réalisé par Grzegorz Zgliński, présenté à la Mostra de Venise 2004 et sorti le 23 septembre 2005 sur les écrans polonais.

## Synopsis
Jean voit son couple se rompre durant le terrible hiver qui sévit sur le Jura. Il abandonne son domaine quelque temps, pour travailler à la fonderie. C'est là qu'il rencontre Labinota, une réfugiée kosovar qui cherche, elle aussi à se reconstruire.

## Fiche technique
- Titre français : Tout un hiver sans feu
- Titre polonais : Cała zima bez ognia
- Titre anglais : A Long Winter without Fire
- Réalisation : Grzegorz Zgliński
- Scénario : Pierre-Pascal Rossi
- Montage : Urszula Lesiak
- Pays d'origine :  Pologne /  Suisse /  Belgique
- Durée : 87 minutes (1 h 27)
- Dates de sortie :
  -  Italie : 6 septembre 2004 (Mostra de Venise)
  -  Espagne : 26 octobre 2004 (Festival international du film de Valladolid)
  -  Suisse : 19 janvier 2005 (Suisse romande) / 17 février 2005 (Suisse alémanique)
  -  Pologne : 23 septembre 2005

## Distribution
- Aurélien Recoing : Jean
- Gabriela Muskała : Labinota
- Marie Matheron : Laure
- Blerim Gjoci : Kastriot
- Nathalie Boulin : Valérie
- Frédéric Landenberg : Dédé
- Michel Voïta : Roger Mabillard
- Roland Vouilloz : Jojo
- Jorge Lopez : Ernesto
- Jean-Marie Daunas : Félix
- Mufide Rrahmani : Ana
- Visar Qusaj : Visar
- Bernard Kordylas : chauffeur
- Valérie Cotton : réceptioniste